# Juros sobre capital próprio
Juros Sobre Capital Próprio (JSCP) é uma das formas de uma empresa distribuir o lucro entre os seus acionistas, titulares ou sócios (a outra é sob a forma de dividendos). Esse pagamento é tratado como despesa no resultado da empresa, precisando que o investidor pague o Imposto de Renda, retido na fonte, sobre o valor recebido, o que não ocorre para o caso de dividendos. Essa questão fiscal é benéfica para a companhia, pois sendo o pagamento contabilizado como despesa da empresa, antes do lucro, ela não arca com os tributos, repassando este ônus ao investidor. Por outro lado, optar pelo juros sobre capital próprio pode parecer menos vantajoso para o investidor. A escolha de distribuição dos lucros entre dividendos e/ou juros sobre capital próprio compete à assembleia geral, ao conselho de administração ou à diretoria da empresa.
Na Declaração de Ajuste Anual do Imposto de Renda de Pessoa Física no Brasil, o investidor deve informar o valor líquido recebido de JSCP em “Rendimentos Sujeitos à Tributação Exclusiva/Definitiva”.